# 細野能功
細野 能功（ほその よしのり、1948年7月3日 - ）は日本の新聞記者。北海道旭川市生まれ。

## 職歴
1973年4月スポーツニッポン新聞東京本社入社編集局運動部配属。大相撲担当から1976年2月インスブルック冬季五輪特派員。
1977年巨人軍担当長嶋番。江川事件などを取材。1980年10月21日長嶋解任スクープに関わる。巨人担当キャップ、遊軍、西武担当キャップから1987年運動部デスク。編集委員を経て1992年長嶋監督復帰に伴い再び長嶋番記者。年間を通じて同監督に密着、コラムを執筆。1994年涙の日本一に立ち会い『長嶋茂雄のいわゆるひとつの涙』（ポケットブックス社）を出版。
1995年から大リーグに取材範囲を広げ、1996年までドジャース野茂を取材。同年8月から毎日新聞日米野球事務局。
1998年編集局次長から2002年東京本社編集局長。2004年マルチメディア事業局長。2007年4月マルチメディア事業本部長。